# Simone
Simone is een meisjesnaam.
Het is de vrouwelijke variant van Simon. Deze naam is afgeleid van de Hebreeuwse naam Simeon, die zoveel betekent als "luisteren", "verhoren".
Een variant van de naam is Simonne.

## Bekende naamdraagsters
- Simone de Beauvoir
- Simonne Blondé-Creyf
- Simone Kleinsma
- Simone Kome van Breugel
- Simone van der Vlugt
- Simone Walraven

## Artiestennaam
- Nina Simone